# Karl Adolph Gjellerup
Karl Adolph Gjellerup (Roholte, 2 juni 1857 – Klotzsche bij Dresden, 13 oktober 1919) was een Deense dichter en schrijver, die in 1917 de Nobelprijs voor Literatuur won. Hij moest de prijs delen met Henrik Pontoppidan.
Gjellerup behoorde tot de literaire beweging De Moderne Doorbraak (Det Moderne Gennembrud). Hij gebruikte geregeld het pseudoniem Epigonos.

## Biografie

### Jonge jaren
Gjellerup was de zoon van een dominee in Seeland. In de jaren zeventig van de 19e eeuw brak hij echter los van zijn achtergrond en werd hij supporter van het naturalisme en Georg Brandes. Tussen 1878 en 1882, zijn Brandesiaanse periode, schreef hij een paar romans over vrije liefde en atheïsme. In 1885 brak hij echter weer met het naturalisme en werd hij romanticus.

### Duitsland
Gjellerup voelde zich sterk aangetrokken tot de Duitse cultuur. Zijn vrouw was een Duitse. De tweede periode in zijn leven werd ingeleid door buitenlandse reizen van 1883 tot 1890, waarbij hij Jena en Weimar bezocht, waar Goethe en Schiller hadden gewoond en Zwitserland, Griekenland en Rusland. Deze periode kan als de Duits-Russische periode worden bestempeld. In 1892 vestigde hij zich in Duitsland, een beslissing die hem in Denemarken niet in dank werd afgenomen. Terwijl de jaren verstreken, ging hij zich steeds meer identificeren met het Duitse rijk, inclusief hun oorlogsdoelen in 1914-18.
Een van Gjellerups bekendste werken is Germanernes Lærling (1882, De Duitse student), een deels autobiografisch verhaal over een jonge man die van een theoloog verandert in een pro-Duitse atheïst. Zijn literaire programma heeft hij weergegeven in de reisverhalen En klassisk maaned (1884, Een klassieke maand) en Vandreaaret (1885, Het zwerversjaar), waarin het Weimarse humanisme en de afrekening met Georg Brandes, wiens opvatting over de vrije liefde zijn ethische natuur diep had geschokt, op de voorgrond staan. Een van zijn beste werken is de roman Minna (1889), een psychologisch verhaal over de tragische liefde en in het Nederlands vertaald. In Møllen (1896, in het Nederlands vertaald als De hoge molen) zien we een eigenaardige mengeling van naturalisme en symboliek en invloed van Schopenhauer.

### Latere jaren
In de jaren 1900 - 1919 werd Gjellerup duidelijk beïnvloed door het boeddhisme en de bijbehorende cultuur van de zelfverloochening. Deze periode kan de Indische periode worden genoemd. Zijn werk Der Pilger Kamanita/Pilgrimen Kamanita (1906, in de Nederlandse vertaling De pelgrim Kamanita) wordt weleens omschreven als “de vreemdste roman ooit geschreven in het Deens”. Het verhaal gaat over de reis van Kamanita, een Indische koopmanszoon, die te maken krijgt met dood en reïncarnatie. Het is een lofzang op de eeuwige liefde, gebaseerd op de boeddhistische gedachtewereld.
Zijn boek Den fuldendtes hustru (1907) is een drama geïnspireerd door Dante Alighieri’s De goddelijke komedie. Het verhaal gaat over Boeddha's aardse leven als Siddharta.
In een Nederlandse vertaling verscheen nog als Rijp voor het leven de roman Rudolf Stens Landpraxis (1913).
Gjellerups laatste werk was Das heiligste Tier (1919, i.e. Het heiligste dier). Dit boek bevatte veel elementen van zelf-parodie, en wordt gezien als zijn enige poging tot het schrijven van een humoristisch verhaal.

## Nasleep
In Denemarken werd Gjellerups Nobelprijs niet echt enthousiast ontvangen. Gjellerup schreef veel van zijn werken in het Duits en toen hij de prijs won, werd hij al lange tijd gezien als een Duits schrijver. Daar kwam bij dat hij zich geregeld impopulair had gemaakt bij zowel de naturalisten als de conservatieven.
Vandaag de dag is Gjellerup in Denemarken vrijwel vergeten, maar in de rest van de wereld is hij nog altijd bekend. Zijn werken zijn in veel talen vertaald, waaronder het Duits (soms door hemzelf), Zweeds, Engels, Nederlands en Pools. Pilgrimen Kamanita is zijn meest vertaalde boek. Dit boek wordt in Thailand zelfs gebruikt als tekstboek op scholen.

## Biografieën
- Georg Nørregård: Karl Gjellerup - en biografi, 1988 (in Deens)
- Olaf C. Nybo: Karl Gjellerup - ein literarischer Grenzgänger des Fin-de-siècle, 2002 (in Duits)
- P.A. Rosenberg: Karl Gjellerup, 2 delen, Leipzig 1922 (in het Duits)
- Article in Vilhelm Andersen: Illustreret dansk Litteraturhistorie, 1924-34 (in Deens)
- Piet Schepens: Karl Gjellerup, 1960, Hasselt: Heideland. (in het Nederlands)
- Article in Hakon Stangerup: Dansk litteraturhistorie, 1964-66 (in Deens)